# Spilosoma martulifera
Spilosoma martulifera là một loài bướm đêm thuộc phân họ Arctiinae, họ Erebidae.